# Alture del Volga
Con il nome di Alture del Volga (in russo Приволжская возвышенность, Privolžskaja vozvyšennost') si indica una vasta zona debolmente rilevata della Russia europea sudorientale, disposta con andamento sinuoso nel senso della latitudine alla destra idrografica del fiume Volga, da cui prendono il nome. 
I loro limiti estremi sono, all'incirca, la città di Volgograd a sud e il piccolo fiume Kubnja a nord, alla latitudine di circa 55°N. Nel senso dei paralleli la loro estensione varia, raggiungendo un massimo di circa 400 km nella parte centrale e riducendosi a qualche decina all'estremità meridionale.
Le alture del Volga sono nel complesso scarsamente elevate, dal momento che culminano a soli 358 metri nella loro sezione meridionale; la loro particolare storia geologica fa sì che siano caratterizzate da pendenze debolissime sul versante occidentale e, al contrario, siano piuttosto impervie lungo il versante orientale rivolto al fiume, dove sovente precipitano con ripide scarpate. Ad occidente, digradano lentamente verso il bassopiano della Oka e del Don.
Questa differenza fa sì che dal versante orientale non nascano fiumi di rilevanza, mentre da quello occidentale ne scendano molti e di dimensioni molto maggiori; fra i più importanti, hanno le loro origini qui il Chopër, la Mokša, la Medvedica, la Ilovlja e la Sura.